# Chemnitz-Komotau Nr. 9 und 14
Die Lokomotiven mit den Nr. 9 und 14 waren zweifachgekuppelte Tenderlokomotiven der Chemnitz-Komotauer Eisenbahngesellschaft.

## Geschichte
Die beiden kleinen Lokomotiven waren 1873 von der Maschinenbau-Gesellschaft Karlsruhe mit den Fabriknummern 728 und 769 an die Chemnitz-Komotauer Eisenbahngesellschaft geliefert worden.
Nach der 1876 erfolgten Übernahme durch die Königlich Sächsischen Staatseisenbahnen wurden sie in die Gattung Crlsr VII T eingeordnet. Neben den Nummern 688 und 689 erhielten sie außerdem die Namen SAUGER und KLAPPE. 1892 wurden sie in 1401 und 1402 umgezeichnet.
Auffällig an diesen Lokomotiven waren der hohe Schornstein sowie die langen seitlichen Wasserkästen, die bis zum vorderen Ende der Rauchkammer reichten.
Die ehemalige Nr. 9 erhielt 1925 von der Deutschen Reichsbahn die neue Nummer 98 7041 zugeteilt, wurde aber noch im gleichen Jahr ausgemustert. Die Nr. 14 war schon 1922 als Werklokomotive an die Dresdner Gasanstalt verkauft worden.

## Konstruktive Merkmale
Der genietete Blechrahmen hatte eine Dicke von 29 mm. Die Wangen besaßen einen Abstand von 1245 mm. Der geniete zweigeschossige Langkessel hatte zwischen den Rohrwänden eine Länge von 3182 mm. Der typisch badische großvolumige Dampfdom saß auf dem ersten Kesselschuss. Der Sandkasten saß auf dem 2. Schuss. Der Hinterkessel war etwas überhöht. die Rostfläche war waagerecht ausgeführt. Das Sicherheitsventil Bauart Ramsbottom saß auf dem Stehkesselscheitel. Zur Speisewasserversorgung dienten zwei saugende Dampfstrahlpumpen.
Das Zweizylinder-Naßdampftriebwerk war außenliegend, waagerecht angeordnet. Der Antrieb erfolgte auf die zweite Achse. Die Stephenson-Steuerung war außenliegend.
Das Laufwerk war an vier Punkten abgestützt. Die Tragfedern befanden sich in der Höhe der Rahmenoberkanten hinter den seitlichen Wasserkästen. Ausgleichshebel wurden nicht verwandt. Die Kuppelradsätze waren fest im Rahmen gelagert.
Die Spindelbremse wirkte beidseitig auf beide Treibräder. Der Sandstreuer war handbetrieben. Bei Vorwärtsfahrt wurde der Treibradsatz und bei Rückwärtsfahrt der andere Radsatz gesandet.
Die Wasserkästen waren auf beiden Seiten bis zur Rauchkammer nach vorn gezogen. Die Kohlevorräte waren links und rechts vor dem Führerhaus untergebracht. Die Rückwand des Führerhauses war im unteren Teil eingezogen.